# آره‌پا

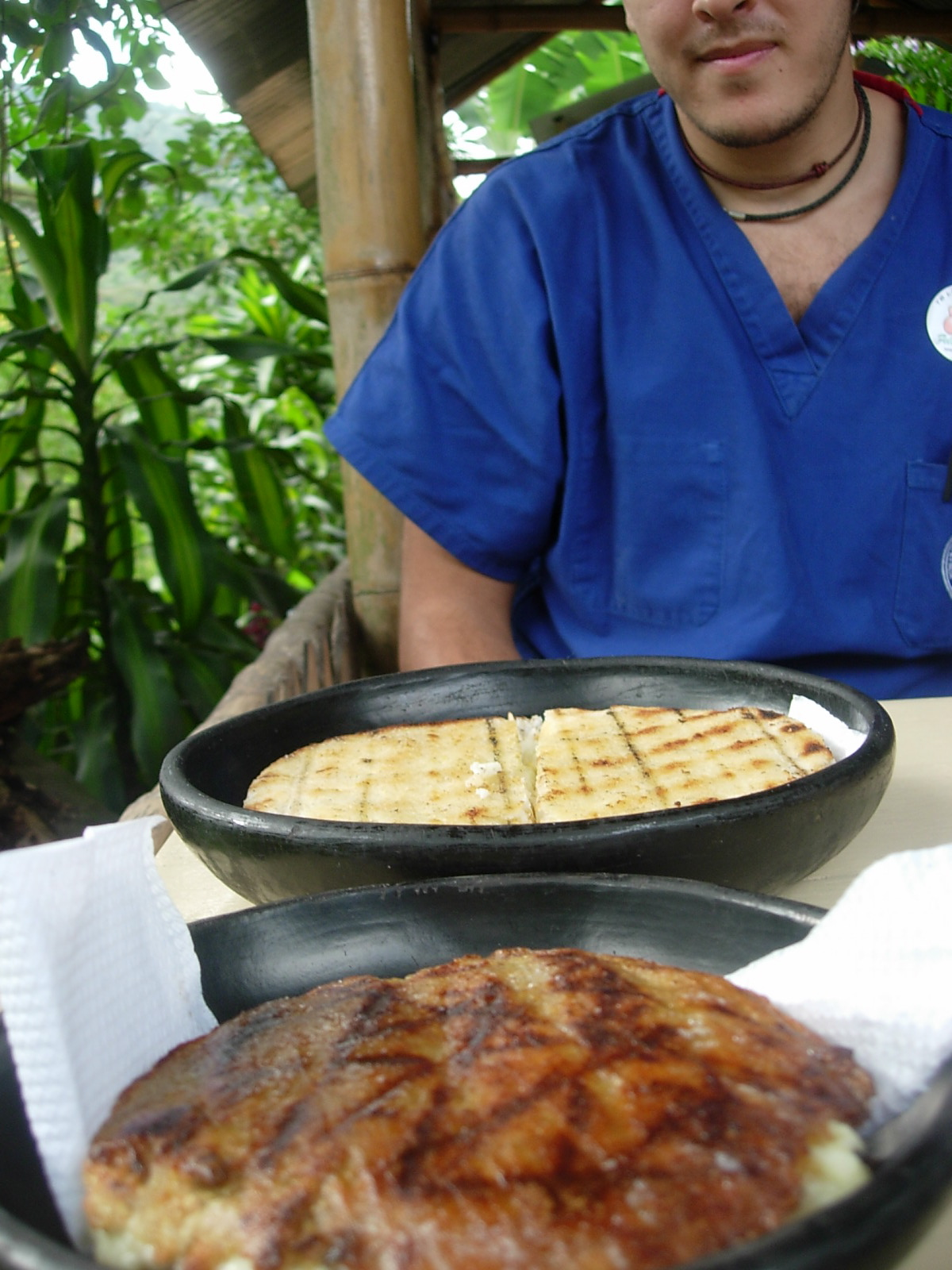
دو نوع مختلف «آره‌پا» در کشور کلمبیا: «چوکلو» (جلو) و «که‌سیتو» (پشت)

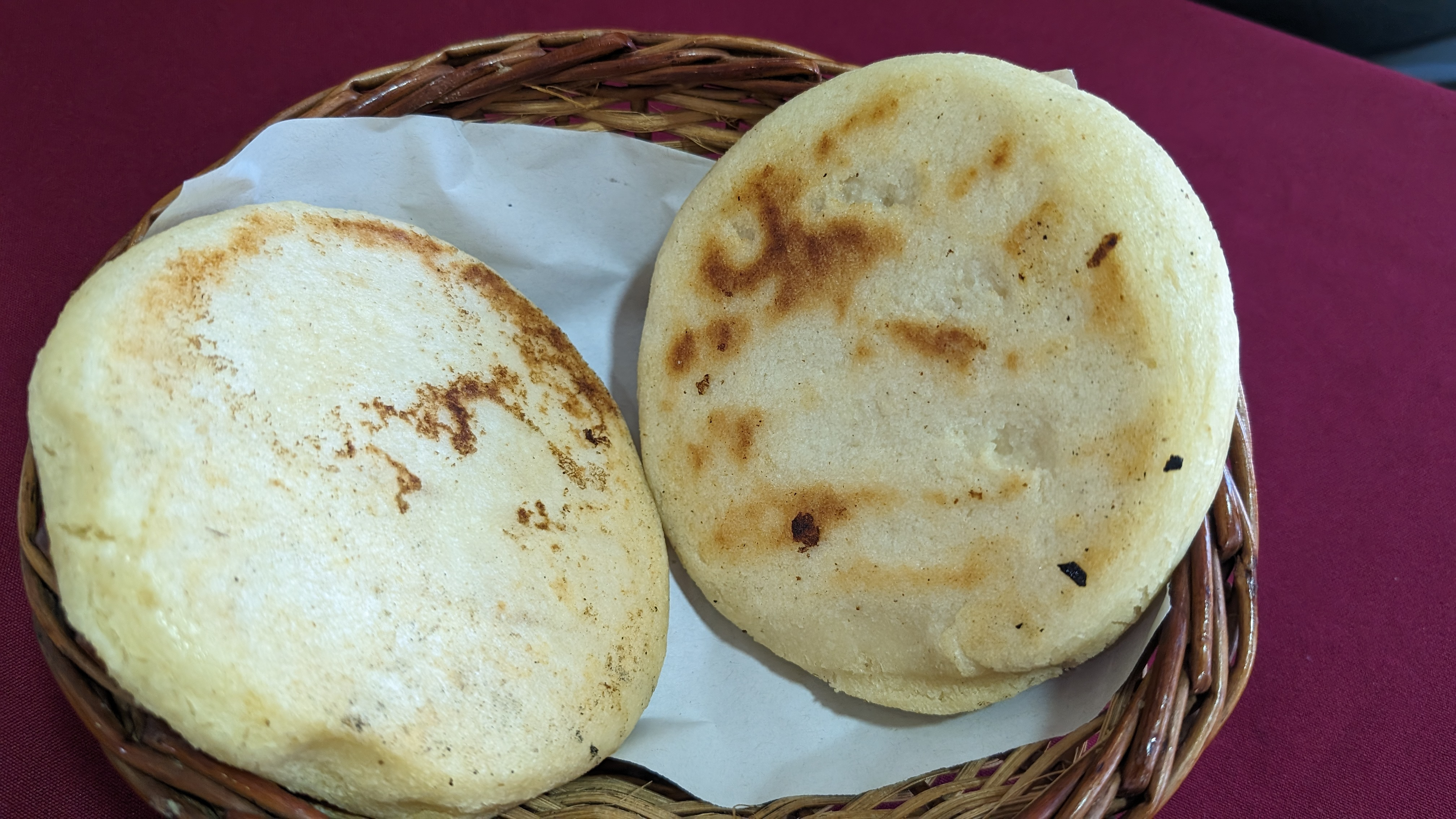
آرپا ونزوئلایی

آره‌پا (اسپانیایی: Arepa‎) نوعی غذاست که از خمیر یا آردِ ذرت تهیه می‌شود و خاستگاه آن کشورهای کلمبیا و ونزوئلا است. این غذا به‌طور روزانه و معمولاً با انواع پنیر و آووکادو در این کشورها صرف می‌شود.
آره‌پا به شیوه‌های گوناگونی طبخ می‌شود و بر حسب منطقه، ممکن است افزودنی‌های متفاوتی داشته باشد. این غذا، علاوه بر کشورهای یادشده، در پاناما، پورتوریکو، جمهوری دومینیکن، ترینیداد و توباگو و جزایر قناری هم رواج دارد.
در سال ۲۰۱۱ میلادی، کارشناسان غذایی سی‌ان‌ان، در مقاله‌ای تحت عنوانِ «۵۰ غذای خوشمزهٔ دنیا»، «آره‌پا» را به عنوان بیستمین غذای خوشمزهٔ جهان برگزیدند.